# Región metropolitana de Vale do Aço
El Vale do Aço (literalmente en español, Valle del Acero) es una región metropolitana brasileña del estado de Minas Gerais. Esta región también es llamada "a Região de Siderurgia" (Región de Siderurgia), por la abundancia de industria siderúrgica a orillas del río Doce. Las mayores empresas de la región son Aperam South America, Usiminas y Cenibra. El área metropolitana fue oficialmente definida en 1998 y tiene una población estimada de 430,700 (IBGE 2005).

## Municipios
La región metropolitana de Vale do Aço comprende los siguientes municipios, aunque su área de influencia abarca otros 24.
1. Ipatinga
2. Coronel Fabriciano
3. Timóteo
4. Santana do Paraíso